# Wszebory (województwo podlaskie)
Wszebory – wieś w Polsce położona w województwie podlaskim, w powiecie kolneńskim, w gminie Kolno.
W latach 1975–1998 miejscowość należała administracyjnie do województwa łomżyńskiego.
Wierni kościoła rzymskokatolickiego należą do parafii Zwiastowania Najświętszej Maryi Panny w Lachowie.